# Litsea kobuskiana
Litsea kobuskiana är en lagerväxtart som beskrevs av C.K. Allen. Litsea kobuskiana ingår i släktet Litsea och familjen lagerväxter. Inga underarter finns listade i Catalogue of Life.